# Leucostoma turonicum
Leucostoma turonicum là một loài ruồi trong họ Tachinidae.